# Temple of Flora
Temple of Flora es un libro con ilustraciones y descripciones botánicas que fue escrito por el médico escritor botánico inglés Robert John Thornton y publicado en el año 1799-1807.
Las primeras planchas fueron grabadas por Thomas Medland (1755-1833) en mayo de 1798 de pinturas por Philip Reinagle. Entre 1798 a 1807 produjeron un total de treinta y tres planchas coloreadas, grabadas en aguatinta, punteado y lineados. Cuando planea el proyecto, Thornton había decidido publicar setenta planchas de tamaño folio. La falta de interés por parte del público fue catastrófico, y ni ganando una lotería lo podía salvar de la ruina financiera, ni tampoco una página en el trabajo dedicado a la esposa de Jorge III, la reina Charlotte, patrona de la botánica y de las bellas artes. Así Thornton murió en la indigencia.